# Vokorinka
Vokorinka je bývalá viniční usedlost v Praze 6-Dejvicích, která stojí v Šáreckém údolí v jižním svahu pod přírodním památkou Nad mlýnem.

## Historie
Jan Vokorin sloučil roku 1607 dvě starší vinice a založil vinohrad o velikosti 6 strychů. Po jeho smrti se vinice ujala vdova Kateřina později provdaná za staroměstského měšťana Bohuslava Zahořanského z Vorlíka. V polovině 17. století zemřeli bez dědiců a vinice se dostala do majetku pražského purkrabstí. Úřad ji nechal pustnout přes sto let.
Roku 1767 požádal Josef Kornoutek o propůjčení zpustlého pozemku k možnosti postavit na něm příbytek. Nejvyšší purkrabí Filip hrabě Krakovský z Kolovrat žádosti vyhověl s tím, že nový nájemce bude odvádět roční činži, pozemkový plat a vykonávat robotu po 6 dní v roce. Podle Josefínského katastru patřila k usedlosti zahrada, pastvina, 4 pole a vinice o celkové výměře přes 3 jitra, k roku 1784 je uváděna velikost vinice necelá osmina jitra.
Koncem 18. století nastal spor po zjištění, že k domu nejsou zapsány žádné polnosti a nejedná se tak o usedlost, ale pouze o dům. Podle Stabilního katastru z roku 1842 k domu náležely 3 jitra půdy včetně rozšířené vinice. Po roce 1850 přikoupila Anna Sandtnerová další 1 jitro pozemků a roku 1876 byl Františkem Procházkou postaven před usedlostí mostek s litinovou sochou svatého Jana Nepomuckého.